# Selvadius maderi
Selvadius maderi är en skalbaggsart som först beskrevs av Nunenmacher 1937.  Selvadius maderi ingår i släktet Selvadius och familjen nyckelpigor. Inga underarter finns listade i Catalogue of Life.